# Karl Demmel
Karl Demmel (* 24. Oktober 1893; † nach 1952) war ein deutscher Schriftsteller.

## Leben und Wirken
Er war ab 1945 Leiter des Presseamtes vom Kreis Osthavelland und ab 1947 Kulturreferent vom Kreis Nauen. Als solcher veröffentlichte er Arbeiten zur regionalen Literaturgeschichte Brandenburgs, nachdem er zuvor in Greifswald bereits mehrere Werke in Prosa verfasst hatte.

## Schriften (Auswahl)
- Aus stillen Winkeln und von großen Geistern. 1921.
- Mauerröschen. In: Hausbücher für Sachsen. 2. Jg., Heft 7 (Juli 1921), S. 5 f.
- Idyllen aus einer kleinen Stadt. Greifswald 1922.
- Die Stadt der Geigen. Greifswald 1922.
- Vom Erleben deutscher Gestalten. Greifswald 1923.
- Meine bunte Welt. München 1923.